# Liu Yiqian
Liu Yiqian (chiń. 刘逸倩; pinyin Liú Yìqiàn, ur. 1956) – chińska brydżystka z tytułami World Master w kategorii Open oraz World Grand Master w kategorii Kobiet (WBF).
Liu Yiqian jest profesjonalną brydżystką.

## Wyniki brydżowe

### Olimpiady
Na olimpiadach uzyskała następujące rezultaty:
| Olimpiady brydżowe. Zawody teamów | Olimpiady brydżowe. Zawody teamów | Olimpiady brydżowe. Zawody teamów | Olimpiady brydżowe. Zawody teamów | Olimpiady brydżowe. Zawody teamów | Olimpiady brydżowe. Zawody teamów |
| Rok                               | Miejsce                           | Zawody                            | Kategoria                         | Drużyna                           | Pozycja                           |
| --------------------------------- | --------------------------------- | --------------------------------- | --------------------------------- | --------------------------------- | --------------------------------- |
| 2008                              | Pekin                             | 1. Olimpiada Sportów Umysłowych   | Kobiety                           | China                             | 2                                 |
| 2004                              | Stambuł                           | 12. Olimpiada Teamów              | Kobiety                           | China                             | 4                                 |
| 1992                              | Salsomaggiore                     | 9. Olimpiada Teamów               | Kobiety                           | China                             | 5                                 |

| Olimpiady Brydżowe. Zawody Indywidualne | Olimpiady Brydżowe. Zawody Indywidualne | Olimpiady Brydżowe. Zawody Indywidualne | Olimpiady Brydżowe. Zawody Indywidualne | Olimpiady Brydżowe. Zawody Indywidualne |
| Rok                                     | Miejsce                                 | Zawody                                  | Kategoria                               | Pozycja                                 |
| --------------------------------------- | --------------------------------------- | --------------------------------------- | --------------------------------------- | --------------------------------------- |
| 2008                                    | Pekin                                   | 1. Olimpiada Sportów Umysłowych         | Kobiety                                 | 16                                      |

### Zawody światowe
W światowych zawodach zdobyła następujące lokaty:
| Mistrzostwa Świata. Konkurencja teamów | Mistrzostwa Świata. Konkurencja teamów | Mistrzostwa Świata. Konkurencja teamów          | Mistrzostwa Świata. Konkurencja teamów | Mistrzostwa Świata. Konkurencja teamów | Mistrzostwa Świata. Konkurencja teamów |
| Rok                                    | Miejsce                                | Zawody                                          | Kategoria                              | Drużyna                                | Pozycja                                |
| -------------------------------------- | -------------------------------------- | ----------------------------------------------- | -------------------------------------- | -------------------------------------- | -------------------------------------- |
| 2014                                   | Sanya                                  | 14. Seria Mistrzostw Świata                     | Miksty                                 | Sayc                                   | 3                                      |
| 2013                                   | Nusa Dua                               | 41. Mistrzostwa Świata Teamów                   | Trans                                  | SAYC VW                                | 2                                      |
| 2012                                   | Lille                                  | 5. Otwarte Mistrzostwa Świata Teamów Mikstowych | Miksty                                 | Saic Red                               | 3                                      |
| 2010                                   | Filadelfia                             | 13. Seria Mistrzostw Świata                     | Miksty                                 | Pin An                                 | 29                                     |
| 2009                                   | São Paulo                              | 39. Mistrzostwa Świata Teamów                   | Kobiety                                | China                                  | 1                                      |
| 2007                                   | Szanghaj                               | 38. Mistrzostwa Świata Teamów                   | Trans                                  | SII-06 Star                            | 14                                     |
| 2007                                   | Szanghaj                               | 38. Mistrzostwa Świata Teamów                   | Kobiety                                | China Global Times                     | 3                                      |
| 2005                                   | Estoril                                | 37. Mistrzostwa Świata Teamów                   | Trans                                  | China Women                            | 48                                     |
| 2005                                   | Estoril                                | 37. Mistrzostwa Świata Teamów                   | Kobiety                                | China                                  | 5                                      |
| 1995                                   | Pekin                                  | 32. Mistrzostwa Świata Teamów                   | Kobiety                                | China                                  | 4                                      |
| 1994                                   | Albuquerque                            | 9. Mistrzostwa Świata                           | Kobiety                                | Tang                                   | 9                                      |

| Mistrzostwa Świata. Konkurencja par | Mistrzostwa Świata. Konkurencja par | Mistrzostwa Świata. Konkurencja par | Mistrzostwa Świata. Konkurencja par | Mistrzostwa Świata. Konkurencja par | Mistrzostwa Świata. Konkurencja par |
| Rok                                 | Miejsce                             | Zawody                              | Kategoria                           | Partner                             | Pozycja                             |
| ----------------------------------- | ----------------------------------- | ----------------------------------- | ----------------------------------- | ----------------------------------- | ----------------------------------- |
| 2014                                | Sanya                               | 14. Seria Mistrzostw Świata         | Miksty                              | Wang Weimin                         | 30                                  |

## Klasyfikacja
- Liu Yiqian – klasyfikacja WBF (ang.)